# Mikołaj IV opawski
Mikołaj IV opawski (Przemyślida) (ur. ok. 1400, zm. 1437) – książę opawski razem ze starszym bratem Wacławem II w latach 1433–1437.
Mikołaj IV był drugim pod względem starszeństwa synem księcia opawskiego Przemka i jego pierwszej żony Anny von Lutzke. Mikołaj z nieznanych powodów nigdy się nie ożenił i nie pozostawił potomstwa. W chwili śmierci ojca w 1433 pełnoletni, zgodnie z ostatnią jego wolą (Przemek opawski pragnął nie dopuścić do nadmiernego rozdrobnienia Śląska Opawskiego) Mikołaj nie otrzymał własnego działu, został jednak dopuszczony do formalnych współrządów. Okres ten trwał tylko cztery lata, gdyż już w 1437 książę zmarł.